# Straliga croceicollis
Straliga croceicollis är en skalbaggsart som beskrevs av Leon Fairmaire 1901. Straliga croceicollis ingår i släktet Straliga och familjen Melolonthidae.
Artens utbredningsområde är Madagaskar. Inga underarter finns listade i Catalogue of Life.